# Episimus phaedra
Episimus phaedra is een vlinder uit de familie van de bladrollers (Tortricidae). De wetenschappelijke naam van de soort is voor het eerst gepubliceerd in 1931 door Edward Meyrick.
De soort komt voor in Brazilië.